# Ескадрені міноносці типу «Флетчер»
Ескадрені міноносці типу «Флетчер» (англ. Fletcher-class destroyer) — клас військових кораблів з 175 ескадрених міноносців, що випускалися американськими суднобудівельними компаніями з 1941 по 1945 роки. Ескадрені міноносці цього типу входили до складу американських військово-морських сил і активно використовувалися протягом Другої світової війни. У післявоєнний час кораблі цього типу надійшли на озброєння ВМС багатьох країн світу.

## Список ескадрених міноносців типу «Флетчер»
Позначення
| N з/п | Назва корабля     | No.    | Верф                                                         | Закладений        | Спущений на воду  | Введений до строю                 | Виведений зі складу ВМС                        | Статус |
| ----- | ----------------- | ------ | ------------------------------------------------------------ | ----------------- | ----------------- | --------------------------------- | ---------------------------------------------- | --- |
| 1     | «Флетчер»         | DD-445 | Federal Shipbuilding and Drydock Company, Карні (Нью-Джерсі) | 2 жовтня 1941     | 3 травня 1942     | 30 червня 19423 жовтня 1949       | 15 січня 19471 жовтня 1969                     | 22 лютого 1972 року проданий на брухт                                                                         |
| 2     | «Редфорд»         | DD-446 | Federal Shipbuilding and Drydock Company, Карні (Нью-Джерсі) | 2 жовтня 1941     | 3 травня 1942     | 22 липня 194217 жовтня 1949       | 17 січня 194610 листопада 1969                 | у жовтні 1970 року проданий на брухт                                                                          |
| 3     | «Дженкінс»        | DD-447 | Federal Shipbuilding and Drydock Company, Карні (Нью-Джерсі) | 27 листопада 1941 | 21 червня 1942    | 31 липня 19422 листопада 1951     | 1 травня 19462 липня 1969                      | 17 лютого 1971 року проданий на брухт                                                                         |
| 4     | «Ла Валлет»       | DD-448 | Federal Shipbuilding and Drydock Company, Карні (Нью-Джерсі) | 27 листопада 1941 | 21 червня 1942    | 12 серпня 1942                    | 16 квітня 1946                                 | проданий до Перу на розбракування, 26 липня 1974 року розібраний на брухт                                     |
| 5     | «Ніколас»         | DD-449 | Bath Iron Works, Бат (Мен)                                   | 3 березня 1941    | 19 лютого 1942    | 4 червня 194219 лютого 1951       | 12 червня 194630 січня 1970                    | у жовтні 1970 року проданий на брухт                                                                          |
| 6     | «О'Бенон»         | DD-450 | Bath Iron Works, Бат (Мен)                                   | 3 березня 1941    | 19 лютого 1942    | 26 червня 194219 лютого 1951      | 21 травня 194630 січня 1970                    | 6 червня 1970 року проданий на брухт                                                                          |
| 7     | «Шевальє»         | DD-451 | Bath Iron Works, Бат (Мен)                                   | 30 квітня 1941    | 11 квітня 1942    | 20 липня 1942                     | Н/Д                                            | 6 жовтня 1943 року затонув у бою біля острова Велья-Лавель                                                    |
| 8     | «Сауфлі»          | DD-465 | Federal Shipbuilding and Drydock Company, Карні (Нью-Джерсі) | 27 січня 1942     | 19 липня 1942     | 29 серпня 194215 грудня 1949      | 12 червня 194629 січня 1965                    | 20 лютого 1968 року потоплений як мішень                                                                      |
| 9     | «Воллер»          | DD-466 | Federal Shipbuilding and Drydock Company, Карні (Нью-Джерсі) | 12 лютого 1942    | 15 серпня 1942    | 1 жовтня 19425 липня 1950         | 10 червня 194615 липня 1969                    | 17 червня 1970 року потоплений як мішень                                                                      |
| 10    | «Стронг»          | DD-467 | Bath Iron Works, Бат (Мен)                                   | 30 квітня 1941    | 17 травня 1942    | 7 серпня 1942                     | Н/Д                                            | 5 липня 1943 року загинув у бою біля острову Нова Джорджія                                                    |
| 11    | «Тейлор»          | DD-468 | Bath Iron Works, Бат (Мен)                                   | 28 серпня 1941    | 7 червня 1942     | 28 серпня 19423 грудня 1951       | 31 травня 19463 червня 1969                    | 2 липня 1969 року переданий Італії                                                                            |
| 12    | «Де Гейвен»       | DD-469 | Bath Iron Works, Бат (Мен)                                   | 27 вересня 1941   | 28 червня 1942    | 21 вересня 1942                   | Н/Д                                            | 1 лютого 1943 року затоплений японським літаком біля острову Саво                                             |
| 13    | «Баше»            | DD-470 | Bethlehem Steel Corporation, Стейтен-Айленд, Нью-Йорк        | 19 листопада 1941 | 7 липня 1942      | 14 листопада 19421 жовтня 1951    | 4 лютого 19461 березня 1968                    | 6 лютого 1968 року в штормову погоду сів на мілину в гавані острову Родос; списаний та розібраний на брухт    |
| 14    | «Біл»             | DD-471 | Bethlehem Steel Corporation, Стейтен-Айленд                  | 19 грудня 1941    | 24 серпня 1942    | 23 грудня 19421 листопада 1951    | 11 квітня 194630 вересня 1968                  | 24 червня 1969 року потоплений як мішень                                                                      |
| 15    | «Гест»            | DD-472 | Boston Navy Yard                                             | 27 вересня 1941   | 20 лютого 1942    | 15 грудня 1942                    | 4 червня 1946                                  | 5 червня 1959 року переданий Бразилії                                                                         |
| 16    | «Беннет»          | DD-473 | Boston Navy Yard                                             | 10 грудня 1941    | 16 квітня 1942    | 9 лютого 1943                     | 18 квітня 1946                                 | 15 грудня 1959 року переданий Бразилії                                                                        |
| 17    | «Фулем»           | DD-474 | Boston Navy Yard                                             | 10 грудня 1941    | 16 квітня 1942    | 2 березня 1943                    | 15 січня 1947                                  | 7 липня 1962 року потоплений як мішень                                                                        |
| 18    | «Хадсон»          | DD-475 | Boston Navy Yard                                             | 20 лютого 1942    | 3 червня 1942     | 13 квітня 1943                    | 31 травня 1946                                 | 27 листопада 1973 року проданий на брухт                                                                      |
| 19    | «Хатчінс»         | DD-476 | Boston Navy Yard                                             | 27 вересня 1941   | 20 лютого 1942    | 17 листопада 1942                 | 30 листопада 1945                              | у січні 1948 року проданий на брухт                                                                           |
| 20    | «Прінгл»          | DD-477 | Charleston Navy Yard                                         | 31 липня 1941     | 2 травня 1942     | 15 вересня 1942                   | Н/Д                                            | 16 квітня 1945 року знищений атакою трьох камікадзе                                                           |
| 21    | «Стенлі»          | DD-478 | Charleston Navy Yard                                         | 15 вересня 1941   | 2 травня 1942     | 15 жовтня 1942                    | жовтень 1946                                   | 16 грудня 1971 року проданий на брухт                                                                         |
| 22    | «Стівенс»         | DD-479 | Charleston Navy Yard                                         | 30 грудня 1941    | 24 червня 1942    | 1 лютого 1943                     | 2 липня 1946                                   | 27 листопада 1973 року проданий на брухт                                                                      |
| 23    | «Галфорд»         | DD-480 | Puget Sound Naval Shipyard                                   | 3 червня 1941     | 29 жовтня 1942    | 10 квітня 1943                    | 15 травня 1946                                 | 2 квітня 1970 року проданий на брухт                                                                          |
| 24    | «Лойце»           | DD-481 | Puget Sound Naval Shipyard                                   | 3 червня 1941     | 29 жовтня 1942    | 4 березня 1944                    | 6 грудня 1945                                  | 17 червня 1947 року проданий на брухт                                                                         |
| -     | «Ватсон»          | DD-482 | Federal Shipbuilding and Drydock Company, Карні (Нью-Джерсі) | Н/Д               | Н/Д               | Н/Д                               | Н/Д                                            | 7 січня 1946 року контракт скасований, корабель недобудований                                                 |
| 25    | «Філіп»           | DD-498 | Federal Shipbuilding and Drydock Company, Карні (Нью-Джерсі) | 7 травня 1942     | 13 жовтня 1942    | 21 листопада 194230 червня 1950   | 1 лютого 194630 вересня 1968                   | 2 лютого 1972 року затонув у шторм                                                                            |
| 26    | «Реншоу»          | DD-499 | Federal Shipbuilding and Drydock Company, Карні (Нью-Джерсі) | 7 травня 1942     | 13 жовтня 1942    | 5 грудня 1942червень 1950         | лютий 194714 лютого 1970                       | у жовтні 1970 року проданий на брухт                                                                          |
| 27    | «Рінгголд»        | DD-500 | Federal Shipbuilding and Drydock Company, Карні (Нью-Джерсі) | 25 червня 1942    | 11 листопада 1942 | 30 грудня 1942                    | 23 березня 1946                                | 14 липня 1959 року переданий до ВМС Західної Німеччини                                                        |
| 28    | «Шредер»          | DD-501 | Federal Shipbuilding and Drydock Company, Карні (Нью-Джерсі) | 25 червня 1942    | 11 листопада 1942 | 1 січня 1943                      | 29 квітня 1946                                 | 1 січня 1974 року проданий на брухт                                                                           |
| 29    | «Сігсбі»          | DD-502 | Federal Shipbuilding and Drydock Company, Карні (Нью-Джерсі) | 22 липня 1942     | 7 грудня 1942     | 23 січня 1943                     | 31 березня 1947                                | 31 липня 1975 року проданий на брухт                                                                          |
| 30    | «Конвей»          | DD-507 | Bath Iron Works, Бат (Мен)                                   | 5 листопада 1941  | 16 серпня 1942    | 9 жовтня 19428 листопада 1950     | 25 червня 194615 листопада 1969                | 26 червня 1970 року потоплений як мішень                                                                      |
| 31    | «Коні»            | DD-508 | Bath Iron Works, Бат (Мен)                                   | 24 грудня 1941    | 16 серпня 1942    | 30 жовтня 194217 листопада 1949   | 18 червня 19462 липня 1969                     | 20 березня 1970 року потоплений як мішень                                                                     |
| 32    | «Конверс»         | DD-509 | Bath Iron Works, Бат (Мен)                                   | 23 лютого 1942    | 30 серпня 1942    | 20 листопада 1942                 | 23 квітня 1946                                 | 1 липня 1959 року переданий ВМС Іспанії                                                                       |
| 33    | «Ітон»            | DD-510 | Bath Iron Works, Бат (Мен)                                   | 17 березня 1942   | 20 вересня 1942   | 4 грудня 194211 грудня 1951       | 21 червня 194630 травня 1969                   | 27 березня 1970 року потоплений як мішень                                                                     |
| 34    | «Фут»             | DD-511 | Bath Iron Works, Бат (Мен)                                   | 14 квітня 1942    | 11 жовтня 1942    | 22 грудня 1942                    | 18 квітня 1946                                 | 2 січня 1974 року проданий на брухт                                                                           |
| 35    | «Спенс»           | DD-512 | Bath Iron Works, Бат (Мен)                                   | 18 травня 1942    | 27 жовтня 1942    | 8 січня 1943                      | Н/Д                                            | 18 грудня 1944 року затонув                                                                                   |
| 36    | «Террі»           | DD-513 | Bath Iron Works, Бат (Мен)                                   | 8 червня 1942     | 22 листопада 1942 | 26 січня 1943                     | 11 липня 1947                                  | 26 липня 1974 року переданий Перу на розбракування                                                            |
| 37    | «Тетчер»          | DD-514 | Bath Iron Works, Бат (Мен)                                   | 20 червня 1942    | 6 грудня 1942     | 10 лютого 1943                    | 23 листопада 1945                              | 23 січня 1948 року проданий на брухт                                                                          |
| 38    | «Ентоні»          | DD-515 | Bath Iron Works, Бат (Мен)                                   | 17 серпня 1942    | 20 грудня 1942    | 26 лютого 1943                    | 17 квітня 1946                                 | 17 січня 1958 року переданий ВМС Західної Німеччини                                                           |
| 39    | «Водсворт»        | DD-516 | Bath Iron Works, Бат (Мен)                                   | 18 серпня 1942    | 10 січня 1943     | 16 березня 1943                   | 18 квітня 1946                                 | 6 жовтня 1959 року переданий ВМС Західної Німеччини                                                           |
| 40    | «Волкер»          | DD-517 | Bath Iron Works, Бат (Мен)                                   | 31 серпня 1942    | 31 січня 1943     | 3 квітня 194315 вересня 1950      | 31 травня 19462 липня 1969                     | 2 липня 1969 року проданий Італії                                                                             |
| 41    | «Браунсон»        | DD-518 | Bethlehem Steel Corporation, Стейтен-Айленд, Нью-Йорк        | 15 лютого 1942    | 24 вересня 1942   | 3 лютого 1943                     | Н/Д                                            | 26 грудня 1943 року потоплений японським літаком біля мису Глостер (Папуа Нова Гвінея)                        |
| 42    | «Делі»            | DD-519 | Bethlehem Steel Corporation, Стейтен-Айленд, Нью-Йорк        | 29 квітня 1942    | 24 жовтня 1942    | 10 березня 19436 липня 1951       | 18 квітня 19462 травня 1960                    | 22 квітня 1976 року проданий на брухт                                                                         |
| 43    | «Ішервуд»         | DD-520 | Bethlehem Steel Corporation, Стейтен-Айленд, Нью-Йорк        | 12 травня 1942    | 24 листопада 1942 | 12 квітня 19435 квітня 1951       | 1 лютого 194611 вересня 1961                   | 8 жовтня 1961 року позичений Перу                                                                             |
| 44    | «Кімберлі»        | DD-521 | Bethlehem Steel Corporation, Стейтен-Айленд, Нью-Йорк        | 27 липня 1942     | 4 лютого 1943     | 22 травня 19438 лютого 1951       | 5 лютого 194715 січня 1954                     | 1 червня 1967 року позичений Тайваню                                                                          |
| 45    | «Люсе»            | DD-522 | Bethlehem Steel Corporation, Стейтен-Айленд                  | 24 серпня 1942    | 6 березня 1943    | 21 червня 1943                    | Н/Д                                            | 4 травня 1945 року затоплений камікадзе біля Окінави                                                          |
| 46    | «Ебнер Рід»       | DD-526 | Bethlehem Shipbuilding Corporation, Сан-Франциско            | 30 жовтня 1941    | 18 серпня 1942    | 5 лютого 1943                     | Н/Д                                            | 1 листопада 1944 року затоплений камікадзе                                                                    |
| 47    | «Аммен»           | DD-527 | Bethlehem Shipbuilding Corporation, Сан-Франциско            | 29 листопада 1941 | 17 вересня 1942   | 20 березня 19435 квітня 1951      | 15 квітня 194615 вересня 1960                  | 20 квітня 1961 року проданий на брухт                                                                         |
| 48    | «Маллані»         | DD-528 | Bethlehem Shipbuilding Corporation, Сан-Франциско            | 15 січня 1942     | 10 жовтня 1942    | 23 квітня 19438 березня 1951      | 14 лютого 19466 жовтня 1971                    | 6 жовтня 1971 року переданий Тайваню                                                                          |
| 49    | «Буш»             | DD-529 | Bethlehem Shipbuilding Corporation, Сан-Франциско            | 12 лютого 1942    | 27 жовтня 1942    | 10 травня 1943                    | Н/Д                                            | 6 квітня 1945 року затоплений камікадзе біля Окінави                                                          |
| 50    | «Тратен»          | DD-530 | Bethlehem Shipbuilding Corporation, Сан-Франциско            | 17 березня 1942   | 22 жовтня 1942    | 28 травня 19431 серпня 1951       | 18 січня 194611 травня 1965                    | у листопаді 1973 року використаний як мішень, розібраний на брухт                                             |
| 51    | «Хазелвуд»        | DD-531 | Bethlehem Shipbuilding Corporation, Сан-Франциско            | 11 квітня 1942    | 20 листопада 1942 | 18 червня 194312 вересня 1951     | 18 січня 194619 березня 1965                   | 14 квітня 1976 року проданий на брухт                                                                         |
| 52    | «Хірманн»         | DD-532 | Bethlehem Shipbuilding Corporation, Сан-Франциско            | 8 травня 1942     | 5 грудня 1942     | 6 липня 194312 вересня 1951       | 12 червня 194620 грудня 1957                   | 14 серпня 1961 року переданий Аргентині                                                                       |
| 53    | «Гуль»            | DD-533 | Bethlehem Shipbuilding Corporation, Сан-Франциско            | 4 червня 1942     | 19 грудня 1942    | 19 липня 1943                     | Н/Д                                            | 25 жовтня 1944 року загинув у битві в затоці Лейте                                                            |
| 54    | «Маккорд»         | DD-534 | Bethlehem Shipbuilding Corporation, Сан-Франциско            | 17 березня 1942   | 10 січня 1943     | 19 серпня 19431 серпня 1951       | 15 січня 19479 червня 1954                     | 2 січня 1974 року проданий на брухт                                                                           |
| 55    | «Міллер»          | DD-535 | Bethlehem Shipbuilding Corporation, Сан-Франциско            | 18 серпня 1942    | 15 лютого 1943    | 31 серпня 194319 травня 1951      | 19 грудня 194530 червня 1964                   | 31 липня 1975 року проданий на брухт                                                                          |
| 56    | «Овен»            | DD-536 | Bethlehem Shipbuilding Corporation, Сан-Франциско            | 17 вересня 1942   | 21 березня 1943   | 20 вересня 194317 серпня 1951     | 10 грудня 194627 травня 1958                   | 27 листопада 1973 року проданий на брухт                                                                      |
| 57    | «Зе Саліванс»     | DD-537 | Bethlehem Shipbuilding Corporation, Сан-Франциско            | 10 жовтня 1942    | 4 квітня 1943     | 30 вересня 19436 липня 1951       | 10 січня 19467 січня 1965                      | Переданий до військово-морського парку Баффало-Ері, Баффало, штат Нью-Йорк                                    |
| 58    | «Стівен Поттер»   | DD-538 | Bethlehem Shipbuilding Corporation, Сан-Франциско            | 27 жовтня 1942    | 28 квітня 1943    | 21 жовтня 194329 березня 1951     | 21 вересня 194521 квітня 1958                  | 27 листопада 1973 року проданий на брухт                                                                      |
| 59    | «Тінгі»           | DD-539 | Bethlehem Shipbuilding Corporation, Сан-Франциско            | 22 жовтня 1942    | 28 травня 1943    | 25 листопада 194327 січня 1951    | березень 194630 листопада 1963                 | у травні 1966 року потоплений як корабель-мішень                                                              |
| 60    | «Твайнінг»        | DD-540 | Bethlehem Shipbuilding Corporation, Сан-Франциско            | 20 листопада 1942 | 11 липня 1943     | 1 грудня 194310 червня 1950       | 14 червня 19461 липня 1971                     | 16 серпня 1971 року проданий Тайваню                                                                          |
| 61    | «Ярнолл»          | DD-541 | Bethlehem Shipbuilding Corporation, Сан-Франциско            | 5 грудня 1942     | 25 липня 1943     | 30 грудня 194328 лютого 1951      | 15 січня 194730 вересня 1958                   | 10 червня 1968 року позичений Тайваню                                                                         |
| 62    | «Бойд»            | DD-544 | Bethlehem Steel Company, Сан-Педро, острів Термінал          | 2 квітня 1942     | 29 жовтня 1942    | 8 травня 194324 листопада 1950    | 15 січня 19471 жовтня 1969                     | 1 жовтня 1969 року переданий Туреччині                                                                        |
| 63    | «Бредфорд»        | DD-545 | Bethlehem Steel Company, Сан-Педро, острів Термінал          | 28 квітня 1942    | 12 грудня 1942    | 12 червня 194327 жовтня 1950      | 11 липня 194628 вересня 1961                   | 27 вересня 1962 року переданий Греції                                                                         |
| 64    | «Браун»           | DD-546 | Bethlehem Steel Company, Сан-Педро, острів Термінал          | 27 червня 1942    | 21 лютого 1943    | 10 липня 194327 жовтня 1950       | 1 серпня 19469 лютого 1962                     | 27 вересня 1962 року переданий Греції                                                                         |
| 65    | «Ковелл»          | DD-547 | Bethlehem Steel Company, Сан-Педро, острів Термінал          | 7 вересня 1942    | 18 березня 1943   | 23 серпня 194321 вересня 1951     | 22 липня 194617 серпня 1971                    | 17 серпня 1971 року переданий Аргентині                                                                       |
| 66    | «Каппс»           | DD-550 | Gulf Shipbuilding Corporation, Чикасо (Алабама)              | 12 червня 1941    | 31 травня 1942    | 23 червня 1943                    | 15 січня 1947                                  | 15 травня 1957 року переданий Іспанії                                                                         |
| 67    | «Девід Тейлор»    | DD-551 | Gulf Shipbuilding Corporation, Чикасо (Алабама)              | 12 червня 1941    | 4 липня 1942      | 18 вересня 1943                   | 17 серпня 1946                                 | 15 травня 1957 року позичений Іспанії                                                                         |
| 68    | «Еванс»           | DD-552 | Gulf Shipbuilding Corporation, Чикасо (Алабама)              | 21 липня 1941     | 4 жовтня 1942     | 11 грудня 1943                    | 7 листопада 1945                               | 11 лютого 1947 року проданий на брухт                                                                         |
| 69    | «Джон Гінлі»      | DD-553 | Gulf Shipbuilding Corporation, Чикасо (Алабама)              | 21 липня 1941     | 15 листопада 1942 | 2 лютого 1944                     | 30 квітня 1946                                 | у травні 1970 року проданий на брухт                                                                          |
| 70    | «Френкс»          | DD-554 | Seattle-Tacoma Shipbuilding Corporation, Сіетл (Вашингтон)   | 8 березня 1942    | 7 грудня 1942     | 30 липня 1943                     | 31 травня 1946                                 | 1 серпня 1973 року проданий на брухт                                                                          |
| 71    | «Хаггард»         | DD-555 | Seattle-Tacoma Shipbuilding Corporation, Сіетл (Вашингтон)   | 27 березня 1942   | 9 лютого 1943     | 31 серпня 1943                    | 1 листопада 1945                               | 3 березня 1946 року проданий на брухт                                                                         |
| 72    | «Хейлі»           | DD-556 | Seattle-Tacoma Shipbuilding Corporation, Сіетл (Вашингтон)   | 11 квітня 1942    | 9 березня 1943    | 30 вересня 194327 квітня 1951     | 27 січня 19463 листопада 1960                  | 20 липня 1961 року позичений Бразилії                                                                         |
| 73    | «Джонстон»        | DD-557 | Seattle-Tacoma Shipbuilding Corporation, Сіетл (Вашингтон)   | 6 травня 1942     | 25 березня 1943   | 27 жовтня 1943                    | Н/Д                                            | 25 жовтня 1944 року загинув у битві в затоці Лейте                                                            |
| 74    | «Лоус»            | DD-558 | Seattle-Tacoma Shipbuilding Corporation, Сіетл (Вашингтон)   | 19 травня 1942    | 22 квітня 1943    | 18 листопада 19432 листопада 1951 | 10 грудня 194630 березня 1964                  | 3 грудня 1973 року проданий на брухт                                                                          |
| 75    | «Лонгшоу»         | DD-559 | Seattle-Tacoma Shipbuilding Corporation, Сіетл (Вашингтон)   | 16 червня 1942    | 4 червня 1943     | 4 грудня 1943                     | Н/Д                                            | 18 травня 1945 року сів на мілину біля Наха; списаний                                                         |
| 76    | «Моррісон»        | DD-560 | Seattle-Tacoma Shipbuilding Corporation, Сіетл (Вашингтон)   | 30 червня 1942    | 4 липня 1943      | 18 грудня 1943                    | Н/Д                                            | 4 травня 1945 року потоплений біля Окінави камікадзе на A6M Zero та D3A                                       |
| 77    | «Прічетт»         | DD-561 | Seattle-Tacoma Shipbuilding Corporation, Сіетл (Вашингтон)   | 20 липня 1942     | 31 липня 1943     | 15 січня 194417 серпня 1951       | 14 березня 194610 січня 1970                   | 17 січня 1970 року переданий Італії                                                                           |
| 78    | «Робінсон»        | DD-562 | Seattle-Tacoma Shipbuilding Corporation, Сіетл (Вашингтон)   | 12 серпня 1942    | 28 серпня 1943    | 31 січня 19443 серпня 1951        | 12 червня 19461 квітня 1964                    | 13 квітня 1982 року потоплений як корабель-мішень                                                             |
| 79    | «Росс»            | DD-563 | Seattle-Tacoma Shipbuilding Corporation, Сіетл (Вашингтон)   | 7 вересня 1942    | 10 вересня 1943   | 21 лютого 194427 жовтня 1951      | 4 червня 19466 листопада 1959                  | 26 січня 1978 року потоплений як корабель-мішень                                                              |
| 80    | «Роу»             | DD-564 | Seattle-Tacoma Shipbuilding Corporation, Сіетл (Вашингтон)   | 7 грудня 1942     | 30 вересня 1943   | 13 березня 19445 жовтня 1951      | 31 січня 19476 лютого 1959                     | 23 лютого 1978 року потоплений як корабель-мішень                                                             |
| 81    | «Смоллі»          | DD-565 | Seattle-Tacoma Shipbuilding Corporation, Сіетл (Вашингтон)   | 14 лютого 1943    | 27 жовтня 1943    | 31 березня 19443 липня 1951       | 18 липня 194630 вересня 1957                   | 4 січня 1966 року проданий на брухт                                                                           |
| 82    | «Стоддард»        | DD-566 | Seattle-Tacoma Shipbuilding Corporation, Сіетл (Вашингтон)   | 10 березня 1943   | 19 листопада 1943 | 15 квітня 19449 березня 1951      | 8 липня 194626 вересня 1969                    | 22 липня 1997 року затоплений «морськими котиками» на навчання біля Тихоокеанського ракетного полігону, Гаваї |
| 83    | «Ваттс»           | DD-567 | Seattle-Tacoma Shipbuilding Corporation, Сіетл (Вашингтон)   | 26 березня 1943   | 31 грудня 1943    | 29 квітня 19446 липня 1951        | 12 квітня 194626 вересня 1969                  | 5 вересня 1974 року проданий на брухт                                                                         |
| 84    | «Рен»             | DD-568 | Seattle-Tacoma Shipbuilding Corporation, Сіетл (Вашингтон)   | 24 квітня 1943    | 29 січня 1944     | 20 травня 19447 вересня 1951      | 13 липня 194630 грудня 1963                    | 22 жовтня 1975 року проданий на брухт                                                                         |
| 85    | «Олік»            | DD-569 | Consolidated Steel Corporation, Орандж (Техас)               | 14 травня 1941    | 2 березня 1942    | 27 жовтня 1942                    | 18 квітня 1946                                 | 21 серпня 1959 року переданий до Греції                                                                       |
| 86    | «Чарльз Осберн»   | DD-570 | Consolidated Steel Corporation, Орандж (Техас)               | 14 травня 1941    | 16 березня 1942   | 24 листопада 1942                 | 18 квітня 1946                                 | 12 квітня 1960 року переданий ВМС Західної Німеччини                                                          |
| 87    | «Клакстон»        | DD-571 | Consolidated Steel Corporation, Орандж (Техас)               | 25 червня 1941    | 1 квітня 1942     | 8 грудня 1942                     | 18 квітня 1946                                 | 16 грудня 1959 року переданий ВМС Західної Німеччини                                                          |
| 88    | «Дайсон»          | DD-572 | Consolidated Steel Corporation, Орандж (Техас)               | 25 червня 1941    | 15 квітня 1942    | 30 грудня 1942                    | 31 березня 1947                                | 17 лютого 1960 року переданий ВМС Західної Німеччини                                                          |
| 89    | «Гаррісон»        | DD-573 | Consolidated Steel Corporation, Орандж (Техас)               | 25 червня 1941    | 4 травня 1942     | 25 січня 1943                     | 1 квітня 1946                                  | 19 серпня 1970 року проданий Мексиці                                                                          |
| 90    | «Джон Роджерс»    | DD-574 | Consolidated Steel Corporation, Орандж (Техас)               | 25 липня 1941     | 7 травня 1942     | 9 лютого 1943                     | 25 травня 1946                                 | 19 серпня 1970 року проданий Мексиці                                                                          |
| 91    | «Маккі»           | DD-575 | Consolidated Steel Corporation, Орандж (Техас)               | 2 березня 1942    | 2 серпня 1942     | 31 березня 1943                   | 25 лютого 1946                                 | 2 січня 1974 року проданий на брухт                                                                           |
| 92    | «Мюррей»          | DD-576 | Consolidated Steel Corporation, Орандж (Техас)               | 16 березня 1942   | 16 серпня 1942    | 20 квітня 194316 жовтня 1951      | 27 березня 19461 червня 1965                   | 16 серпня 1966 року проданий на брухт                                                                         |
| 93    | «Спростон»        | DD-577 | Consolidated Steel Corporation, Орандж (Техас)               | 1 квітня 1942     | 31 серпня 1942    | 19 травня 194315 вересня 1950     | 18 січня 194630 вересня 1968                   | 15 вересня 1971 року проданий на брухт                                                                        |
| 94    | «Вікз»            | DD-578 | Consolidated Steel Corporation, Орандж (Техас)               | 15 квітня 1942    | 13 вересня 1942   | 16 червня 1943                    | 20 грудня 1945                                 | 8 квітня 1974 року потоплений як корабель-мішень                                                              |
| 95    | «Вільям Портер»   | DD-579 | Consolidated Steel Corporation, Орандж (Техас)               | 7 травня 1942     | 27 вересня 1942   | 6 липня 1943                      | Н/Д                                            | 10 червня 1945 року затоплений камікадзе біля Окінави                                                         |
| 96    | «Янг»             | DD-580 | Consolidated Steel Corporation, Орандж (Техас)               | 7 травня 1942     | 15 жовтня 1942    | 31 липня 1943                     | січень 1947                                    | 6 березня 1970 року потоплений як корабель-мішень                                                             |
| 97    | «Чаррет»          | DD-581 | Boston Navy Yard                                             | 20 лютого 1942    | 3 червня 1942     | 18 травня 1943                    | 15 січня 1947                                  | 16 червня 1959 року переданий до ВМС Греції                                                                   |
| 98    | «Коннер»          | DD-582 | Boston Navy Yard                                             | 6 квітня 1942     | 18 липня 1942     | 8 червня 1943                     | 5 липня 1946                                   | 15 вересня 1959 року переданий до ВМС Греції                                                                  |
| 99    | «Холл»            | DD-583 | Boston Navy Yard                                             | 16 квітня 1942    | 18 липня 1942     | 6 липня 1943                      | 10 грудня 1946                                 | 9 лютого 1960 року переданий до ВМС Греції                                                                    |
| 100   | «Гелліган»        | DD-584 | Boston Navy Yard                                             | 9 листопада 1942  | 19 березня 1943   | 19 серпня 1943                    | Н/Д                                            | 26 березня 1945 року затонув унаслідок підриву на міні біля Токашікі                                          |
| 101   | «Гараден»         | DD-585 | Boston Navy Yard                                             | 9 листопада 1942  | 19 березня 1943   | 16 вересня 1943                   | 2 липня 1946                                   | у листопаді 1973 року потоплений як корабель-мішень                                                           |
| 102   | «Ньюком»          | DD-586 | Boston Navy Yard                                             | 19 березня 1943   | 4 липня 1943      | 10 листопада 1943                 | 20 листопада 1945                              | у жовтні 1947 року проданий на брухт                                                                          |
| 103   | «Белл»            | DD-587 | Charleston Navy Yard                                         | 30 грудня 1941    | 24 червня 1942    | 4 березня 1943                    | 14 червня 1946                                 | 11 травня 1975 року потоплений як корабель-мішень                                                             |
| 104   | «Бернз»           | DD-588 | Charleston Navy Yard                                         | 9 травня 1942     | 8 серпня 1942     | 3 квітня 1943                     | 25 червня 1946                                 | 20 червня 1974 року потоплений як корабель-мішень                                                             |
| 105   | «Ізард»           | DD-589 | Charleston Navy Yard                                         | 9 травня 1942     | 8 серпня 1942     | 15 травня 1943                    | 31 травня 1946                                 | 2 квітня 1970 року проданий на брухт                                                                          |
| 106   | «Пол Гамільтон»   | DD-590 | Charleston Navy Yard                                         | 20 січня 1943     | 7 квітня 1943     | 25 жовтня 1943                    | 24 вересня 1945                                | 2 квітня 1970 року проданий на брухт                                                                          |
| 107   | «Твіггз»          | DD-591 | Charleston Navy Yard                                         | 20 січня 1943     | 7 квітня 1943     | 4 листопада 1943                  | Н/Д                                            | 16 червня 1945 року затоплений камікадзе біля Окінави                                                         |
| 108   | «Говорт»          | DD-592 | Puget Sound Naval Shipyard                                   | 26 листопада 1941 | 10 січня 1943     | 3 квітня 1944                     | 30 квітня 1946                                 | 8 березня 1962 року потоплений як корабель-мішень                                                             |
| 109   | «Кіллен»          | DD-593 | Puget Sound Naval Shipyard                                   | 26 листопада 1941 | 10 січня 1943     | 4 травня 1944                     | 9 липня 1946                                   | 15 квітня 1975 року потоплений як корабель-мішень                                                             |
| 110   | «Гарт»            | DD-594 | Puget Sound Naval Shipyard                                   | 10 серпня 1943    | 25 вересня 1944   | 4 листопада 1944                  | 31 травня 1946                                 | 3 грудня 1973 року проданий на брухт                                                                          |
| 111   | «Меткальф»        | DD-595 | Puget Sound Naval Shipyard                                   | 10 серпня 1943    | 25 вересня 1944   | 18 листопада 1944                 | березень 1946                                  | 6 червня 1972 року проданий на брухт                                                                          |
| 112   | «Шілдз»           | DD-596 | Puget Sound Naval Shipyard                                   | 10 серпня 1943    | 25 вересня 1944   | 8 лютого 194515 липня 1950        | 14 червня 19461 липня 1972                     | 1 липня 1972 року переданий Туреччині                                                                         |
| 113   | «Вайлі»           | DD-597 | Puget Sound Naval Shipyard                                   | 10 серпня 1943    | 25 вересня 1944   | 22 лютого 1945                    | 15 травня 1946                                 | 2 квітня 1970 року проданий на брухт                                                                          |
| 114   | «Еббот»           | DD-629 | Bath Iron Works, Бат (Мен)                                   | 21 вересня 1942   | 17 лютого 1943    | 23 квітня 194326 лютого 1951      | 21 травня 194626 березня 1965                  | 31 липня 1975 року проданий на брухт                                                                          |
| 115   | «Брейні»          | DD-630 | Bath Iron Works, Бат (Мен)                                   | 12 жовтня 1942    | 7 березня 1943    | 11 травня 19436 квітня 1951       | 26 липня 194617 серпня 1971                    | 17 серпня 1971 року переданий Аргентині                                                                       |
| 116   | «Ербен»           | DD-631 | Bath Iron Works, Бат (Мен)                                   | 28 жовтня 1942    | 21 березня 1943   | 28 травня 194319 травня 1951      | 31 травня 194627 червня 1958                   | 16 травня 1963 року переданий Південній Кореї                                                                 |
| 117   | «Хейл»            | DD-642 | Bath Iron Works, Бат (Мен)                                   | 23 листопада 1942 | 4 квітня 1943     | 15 червня 194324 березня 1951     | 15 січня 194730 липня 1960                     | 23 січня 1961 року переданий Колумбії                                                                         |
| 118   | «Сігурні»         | DD-643 | Bath Iron Works, Бат (Мен)                                   | 7 грудня 1942     | 24 квітня 1943    | 29 червня 19437 вересня 1951      | 20 березня 19461 травня 1960                   | 31 липня 1975 року проданий на брухт                                                                          |
| 119   | «Стембел»         | DD-644 | Bath Iron Works, Бат (Мен)                                   | 21 грудня 1942    | 8 травня 1943     | 16 липня 19439 листопада 1951     | 31 травня 194627 травня 1958                   | 7 серпня 1961 року переданий Аргентині                                                                        |
| 120   | «Альберт Грант»   | DD-649 | Charleston Navy Yard                                         | 30 грудня 1942    | 29 травня 1943    | 24 листопада 1943                 | 16 липня 1946                                  | 30 травня 1972 року проданий на брухт                                                                         |
| 121   | «Кепертон»        | DD-650 | Bath Iron Works, Бат (Мен)                                   | 11 січня 1943     | 22 травня 1943    | 30 липня 19436 квітня 1951        | 6 липня 194627 квітня 1960                     | у 1980-ти потоплений як корабель-мішень                                                                       |
| 122   | «Коґсвелл»        | DD-651 | Bath Iron Works, Бат (Мен)                                   | 1 лютого 1943     | 5 червня 1943     | 17 серпня 19437 січня 1951        | 30 квітня 19461 жовтня 1969                    | 1 жовтня 1969 року переданий Туреччині                                                                        |
| 123   | «Інгерсолл»       | DD-652 | Bath Iron Works, Бат (Мен)                                   | 18 лютого 1943    | 28 червня 1943    | 31 серпня 19434 травня 1951       | 19 липня 194620 січня 1970                     | 19 травня 1974 року потоплений як корабель-мішень                                                             |
| 124   | «Кнапп»           | DD-653 | Bath Iron Works, Бат (Мен)                                   | 8 березня 1943    | 10 липня 1943     | 16 вересня 19433 травня 1951      | 5 липня 19464 березня 1957                     | 27 серпня 1973 року проданий на брухт                                                                         |
| 125   | «Бірсс»           | DD-654 | Gulf Shipbuilding Corporation, Чикасо (Алабама)              | 14 липня 1942     | 25 липня 1943     | 12 квітня 19447 вересня 1951      | 31 січня 194730 грудня 1963                    | 14 квітня 1976 року проданий на брухт                                                                         |
| 126   | «Джон Гуд»        | DD-655 | Gulf Shipbuilding Corporation, Чикасо (Алабама)              | 12 жовтня 1942    | 25 жовтня 1943    | 7 червня 19443 серпня 1951        | 3 липня 194630 червня 1964                     | 12 квітня 1976 року проданий на брухт                                                                         |
| 127   | «Ван Валкенберг»  | DD-656 | Gulf Shipbuilding Corporation, Чикасо (Алабама)              | 15 листопада 1942 | 19 грудня 1943    | 2 серпня 19448 березня 1951       | 12 квітня 194626 лютого 1954                   | 28 лютого 1967 року переданий Туреччині                                                                       |
| 128   | «Чарльз Беджер»   | DD-657 | Bethlehem Steel Corporation, Стейтен-Айленд, Нью-Йорк        | 24 вересня 1942   | 3 квітня 1943     | 23 липня 194310 вересня 1951      | 21 травня 194620 грудня 1957                   | 10 травня 1974 року проданий Чилі на розбракування                                                            |
| 129   | «Колаган»         | DD-658 | Bethlehem Steel Corporation, Стейтен-Айленд, Нью-Йорк        | 24 жовтня 1942    | 3 травня 1943     | 23 серпня 194316 грудня 1950      | 14 червня 19461 серпня 1966                    | 18 грудня 1966 року потоплений як корабель-мішень                                                             |
| 130   | «Дешилл»          | DD-659 | Federal Shipbuilding and Drydock Company, Карні (Нью-Джерсі) | 1 жовтня 1942     | 6 лютого 1943     | 20 березня 19433 травня 1951      | 30 березня 194629 квітня 1960                  | 21 вересня 1975 року проданий на брухт                                                                        |
| 131   | «Буллард»         | DD-660 | Federal Shipbuilding and Drydock Company, Карні (Нью-Джерсі) | 16 жовтня 1942    | 28 лютого 1943    | 9 квітня 1943                     | 20 грудня 1946                                 | 3 грудня 1973 року проданий на брухт                                                                          |
| 132   | «Кідд»            | DD-661 | Federal Shipbuilding and Drydock Company, Карні (Нью-Джерсі) | 16 жовтня 1942    | 28 лютого 1943    | 23 квітня 194328 березня 1951     | 10 грудня 194619 червня 1964                   | корабель-музей                                                                                                |
| 133   | «Бенніон»         | DD-662 | Boston Navy Yard                                             | 19 березня 1943   | 4 липня 1943      | 14 грудня 1943                    | 20 червня 1946                                 | 30 травня 1973 року проданий на брухт                                                                         |
| 134   | «Гайвуд Едвардз»  | DD-663 | Boston Navy Yard                                             | 4 липня 1943      | 6 жовтня 1943     | 26 січня 1944                     | 1 липня 1946                                   | 10 березня 1959 року переданий ВМС Японії                                                                     |
| 135   | «Річард Лірі»     | DD-664 | Boston Navy Yard                                             | 4 липня 1943      | 6 жовтня 1943     | 23 лютого 1944                    | 10 грудня 1946                                 | 10 березня 1959 року переданий ВМС Японії                                                                     |
| 136   | «Браянт»          | DD-665 | Charleston Navy Yard                                         | 30 грудня 1942    | 29 травня 1943    | 4 грудня 1943                     | 15 січня 1947                                  | 24 серпня 1969 року потоплений як корабель-мішень                                                             |
| 137   | «Блек»            | DD-666 | Federal Shipbuilding and Drydock Company, Карні (Нью-Джерсі) | 14 листопада 1942 | 28 березня 1943   | 21 травня 194318 липня 1951       | 5 серпня 194626 вересня 1969                   | 17 лютого 1971 року проданий на брухт                                                                         |
| 138   | «Ченсі»           | DD-667 | Federal Shipbuilding and Drydock Company, Карні (Нью-Джерсі) | 14 листопада 1942 | 28 березня 1943   | 31 травня 194318 липня 1950       | 19 грудня 194514 травня 1954                   | 2 січня 1974 року проданий на брухт                                                                           |
| 139   | «Кларенс Бронсон» | DD-668 | Federal Shipbuilding and Drydock Company, Карні (Нью-Джерсі) | 9 грудня 1942     | 18 квітня 1943    | 11 червня 19437 червня 1951       | 16 липня 194629 червня 1960                    | 14 січня 1967 року переданий ВМС Туреччини                                                                    |
| 140   | «Коттен»          | DD-669 | Federal Shipbuilding and Drydock Company, Карні (Нью-Джерсі) | 8 лютого 1943     | 12 червня 1943    | 24 липня 19433 липня 1951         | 15 липня 19462 травня 1960                     | 31 липня 1975 року проданий на брухт                                                                          |
| 141   | «Дорч»            | DD-670 | Federal Shipbuilding and Drydock Company, Карні (Нью-Джерсі) | 2 березня 1943    | 20 червня 1943    | 7 серпня 19434 травня 1951        | 19 липня 194613 грудня 1957                    | 1 серпня 1961 року переданий ВМС Аргентини                                                                    |
| 142   | «Гатлінг»         | DD-671 | Federal Shipbuilding and Drydock Company, Карні (Нью-Джерсі) | 3 березня 1943    | 20 червня 1943    | 19 серпня 19434 червня 1951       | 16 липня 19462 травня 1960                     | 22 лютого 1977 року проданий на брухт                                                                         |
| 143   | «Хілі»            | DD-672 | Federal Shipbuilding and Drydock Company, Карні (Нью-Джерсі) | 4 березня 1943    | 4 липня 1943      | 3 вересня 19433 серпня 1951       | 11 липня 194611 березня 1958                   | 12 квітня 1976 року проданий на брухт                                                                         |
| 144   | «Гікокс»          | DD-673 | Federal Shipbuilding and Drydock Company, Карні (Нью-Джерсі) | 12 березня 1943   | 4 липня 1943      | 10 вересня 194319 травня 1951     | 10 грудня 194620 грудня 1957                   | 15 листопада 1968 року переданий ВМС Південної Кореї                                                          |
| 145   | «Хант»            | DD-674 | Federal Shipbuilding and Drydock Company, Карні (Нью-Джерсі) | 31 березня 1943   | 1 серпня 1943     | 22 вересня 194331 жовтня 1951     | 15 грудня 194530 грудня 1963                   | 14 серпня 1975 року проданий на брухт                                                                         |
| 146   | «Льюїс Генкок»    | DD-675 | Federal Shipbuilding and Drydock Company, Карні (Нью-Джерсі) | 31 березня 1943   | 1 серпня 1943     | 29 вересня 194319 травня 1951     | 10 січня 194618 грудня 1957                    | 1 серпня 1967 року переданий ВМС Бразилії                                                                     |
| 147   | «Маршалл»         | DD-676 | Federal Shipbuilding and Drydock Company, Карні (Нью-Джерсі) | 29 квітня 1943    | 29 серпня 1943    | 16 жовтня 194327 квітня 1951      | грудень 194519 липня 1969                      | у липні 1970 року проданий на брухт                                                                           |
| 148   | «Макдермут»       | DD-677 | Federal Shipbuilding and Drydock Company, Карні (Нью-Джерсі) | 14 червня 1943    | 17 жовтня 1943    | 19 листопада 194329 грудня 1950   | 15 січня 194716 грудня 1963                    | 4 січня 1966 року проданий на брухт                                                                           |
| 149   | «Макгован»        | DD-678 | Federal Shipbuilding and Drydock Company, Карні (Нью-Джерсі) | 30 червня 1943    | 14 листопада 1943 | 20 грудня 19436 липня 1951        | 30 квітня 194630 листопада 1960                | 1 грудня 1960 року переданий ВМС Іспанії                                                                      |
| 150   | «Макнейр»         | DD-679 | Federal Shipbuilding and Drydock Company, Карні (Нью-Джерсі) | 30 червня 1943    | 14 листопада 1943 | 30 грудня 19436 липня 1951        | 28 травня 194630 грудня 1963                   | 10 червня 1976 року проданий на брухт                                                                         |
| 151   | «Мелвін»          | DD-680 | Federal Shipbuilding and Drydock Company, Карні (Нью-Джерсі) | 6 липня 1943      | 17 жовтня 1943    | 24 листопада 194326 лютого 1951   | 31 травня 194613 січня 1954                    | 14 серпня 1975 року проданий на брухт                                                                         |
| 152   | «Хоупвелл»        | DD-681 | Bethlehem Steel Company, Сан-Педро, острів Термінал          | 29 жовтня 1942    | 2 травня 1943     | 30 вересня 194328 березня 1951    | 15 січня 19472 січня 1970                      | 11 лютого 1972 року потоплений як корабель-мішень                                                             |
| 153   | «Портерфілд»      | DD-682 | Bethlehem Steel Company, Сан-Педро, острів Термінал          | 12 грудня 1942    | 13 червня 1943    | 30 жовтня 194327 квітня 1951      | 15 липня 19467 листопада 1969                  | 18 липня 1982 року потоплений як корабель-мішень                                                              |
| 154   | «Стокхам»         | DD-683 | Bethlehem Shipbuilding Corporation, Сан-Франциско            | 19 грудня 1942    | 25 червня 1943    | 11 лютого 194414 листопада 1951   | 30 серпня 19462 вересня 1957                   | 17 лютого 1977 року потоплений як корабель-мішень                                                             |
| 155   | «Веддерберн»      | DD-684 | Bethlehem Shipbuilding Corporation, Сан-Франциско            | 10 січня 1943     | 1 серпня 1943     | 9 березня 194421 листопада 1950   | 4 квітня 19461 жовтня 1969                     | 25 січня 1972 року проданий на брухт                                                                          |
| 156   | «Піккінг»         | DD-685 | Bethlehem Steel Corporation, Стейтен-Айленд, Нью-Йорк        | 24 листопада 1942 | 1 червня 1943     | 21 вересня 194326 січня 1951      | 20 грудня 19456 вересня 1969                   | 27 лютого 1997 року потоплений як корабель-мішень                                                             |
| 157   | «Голсі Пауелл»    | DD-686 | Bethlehem Steel Corporation, Стейтен-Айленд, Нью-Йорк        | 3 лютого 1943     | 30 червня 1943    | 25 жовтня 194327 квітня 1951      | 10 грудня 194627 квітня 1968                   | 27 квітня 1968 року переданий ВМС Південної Кореї                                                             |
| 158   | «Ульман»          | DD-687 | Bethlehem Steel Corporation, Стейтен-Айленд, Нью-Йорк        | 6 березня 1943    | 30 липня 1943     | 22 листопада 194323 травня 1950   | 14 червня 194615 липня 1972                    | 21 березня 1974 року проданий на брухт                                                                        |
| 159   | «Ремі»            | DD-688 | Bath Iron Works, Бат (Мен)                                   | 22 березня 1943   | 25 липня 1943     | 30 вересня 194314 листопада 1951  | 10 грудня 194630 грудня 1963                   | 10 червня 1976 року проданий на брухт                                                                         |
| 160   | «Водлі»           | DD-689 | Bath Iron Works, Бат (Мен)                                   | 5 квітня 1943     | 7 серпня 1943     | 19 жовтня 19433 жовтня 1951       | 20 червня 194628 червня 1962                   | 26 липня 1972 року переданий ВМС Чилі                                                                         |
| 161   | «Норман Скотт»    | DD-690 | Bath Iron Works, Бат (Мен)                                   | 26 квітня 1943    | 28 серпня 1943    | 5 листопада 1943                  | 30 квітня 1946                                 | 3 грудня 1973 року проданий на брухт                                                                          |
| 162   | «Мерц»            | DD-691 | Bath Iron Works, Бат (Мен)                                   | 10 травня 1943    | 11 вересня 1943   | 19 листопада 1943                 | 23 квітня 1946                                 | 16 грудня 1971 року проданий на брухт                                                                         |
| 163   | «Каллаган»        | DD-792 | Bethlehem Steel Company, Сан-Педро, острів Термінал          | 21 лютого 1943    | 1 серпня 1943     | 27 листопада 1943                 | Н/Д                                            | 28 липня 1945 року потоплений камікадзе на K5Y біля Окінави                                                   |
| 164   | «Кейссін Янг»     | DD-793 | Bethlehem Steel Company, Сан-Педро, острів Термінал          | 18 березня 1943   | 12 вересня 1943   | 31 грудня 19438 вересня 1951      | 28 травня 194629 квітня 1960                   | корабель-музей у Бостоні, Массачусетс                                                                         |
| 165   | «Ірвін»           | DD-794 | Bethlehem Steel Company, Сан-Педро, острів Термінал          | 2 травня 1943     | 31 жовтня 1943    | 14 лютого 194426 лютого 1951      | 31 травня 194610 січня 1958                    | 10 травня 1968 року переданий ВМС Бразилії                                                                    |
| 166   | «Престон»         | DD-795 | Bethlehem Steel Company, Сан-Педро, острів Термінал          | 13 червня 1943    | 12 грудня 1943    | 20 березня 194426 січня 1951      | 24 квітня 194615 листопада 1969                | 15 листопада 1969 року переданий ВМС Туреччини                                                                |
| 167   | «Бенгам»          | DD-796 | Bethlehem Steel Corporation, Стейтен-Айленд, Нью-Йорк        | 23 квітня 1943    | 30 серпня 1943    | 20 грудня 194324 березня 1951     | 18 жовтня 194630 червня 1960                   | 15 грудня 1960 року позичений ВМС Перу                                                                        |
| 168   | «Кушінг»          | DD-797 | Bethlehem Steel Corporation, Стейтен-Айленд, Нью-Йорк        | 3 травня 1943     | 30 вересня 1943   | 17 січня 194417 серпня 1951       | 3 лютого 19478 листопада 1960                  | 20 липня 1961 року позичений ВМС Бразилії                                                                     |
| 169   | «Монссен»         | DD-798 | Bethlehem Steel Corporation, Стейтен-Айленд, Нью-Йорк        | 1 червня 1943     | 30 жовтня 1943    | 14 лютого 194431 жовтня 1951      | 30 квітня 1946вересень 1957 або 11 грудня 1957 | 21 жовтня 1963 року проданий на брухт                                                                         |
| 170   | «Джервіс»         | DD-799 | Seattle-Tacoma Shipbuilding Corporation, Сіетл (Вашингтон)   | 7 червня 1943     | 14 лютого 1944    | 3 червня 19448 лютого 1951        | 29 червня 194624 жовтня 1960                   | 3 листопада 1960 року переданий Іспанії                                                                       |
| 171   | «Портер»          | DD-800 | Seattle-Tacoma Shipbuilding Corporation, Сіетл (Вашингтон)   | 6 липня 1943      | 13 березня 1944   | 24 червня 19449 лютого 1951       | 3 липня 194610 серпня 1953                     | 21 березня 1974 року проданий на брухт                                                                        |
| 172   | «Колхун»          | DD-801 | Seattle-Tacoma Shipbuilding Corporation, Сіетл (Вашингтон)   | 3 серпня 1943     | 10 квітня 1944    | 8 липня 1944                      | Н/Д                                            | 6 квітня 1945 року затоплений камікадзе північніше Окінави                                                    |
| 173   | «Грегорі»         | DD-802 | Seattle-Tacoma Shipbuilding Corporation, Сіетл (Вашингтон)   | 31 серпня 1943    | 8 травня 1944     | 29 липня 194427 квітня 1951       | 15 січня 19471 лютого 1964                     | 4 березня 1971 року потоплений як корабель-мішень                                                             |
| 174   | «Літтл»           | DD-803 | Seattle-Tacoma Shipbuilding Corporation, Сіетл (Вашингтон)   | 13 вересня 1943   | 22 травня 1944    | 19 серпня 1944                    | Н/Д                                            | 3 травня 1945 року затоплений камікадзе поблизу Окінави                                                       |
| 175   | «Рукс»            | DD-804 | Seattle-Tacoma Shipbuilding Corporation, Сіетл (Вашингтон)   | 27 жовтня 1943    | 6 червня 1944     | 2 вересня 194419 травня 1951      | 11 червня 194626 липня 1962                    | 26 липня 1962 року переданий Чилі                                                                             |